# Фридебург (Восточная Фризия)
Фридебург (нем. Friedeburg) — община в Германии, в земле Нижняя Саксония.
Входит в состав района Виттмунд. Население составляет 10 502 человека (на 31 декабря 2010 года). Занимает площадь 164 км².
Коммуна подразделяется на 12 сельских округов.
| Год  | Население |
| ---- | --------- |
| 1990 | 9 639     |
| 1995 | 9 790     |
| 2000 | 10 410    |
| 2005 | 10 677    |
| 2010 | 10 513    |